# Cinara nigrita
Cinara nigrita är en insektsart som beskrevs av Hottes och Essig 1953. Cinara nigrita ingår i släktet Cinara och familjen långrörsbladlöss. Inga underarter finns listade i Catalogue of Life.